# Nikon FM

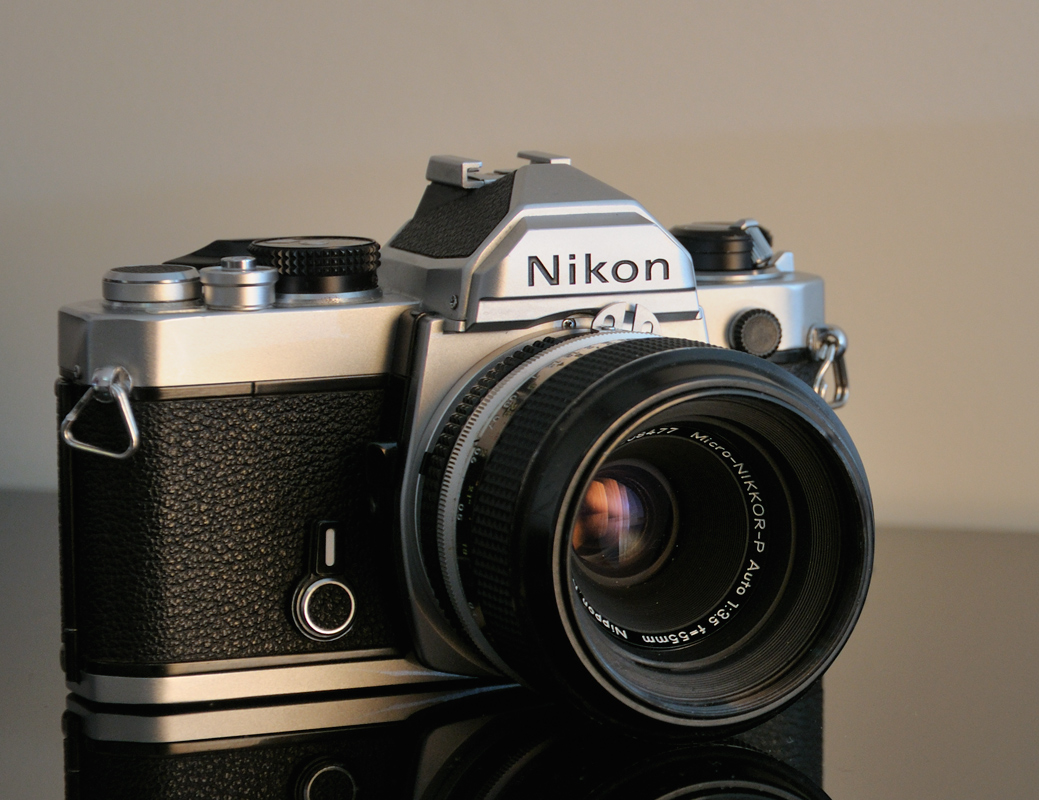
Vista frontal de la Nikon FM.

La Nikon FM es una cámara  reflex de 35 mm (negativos de 24 × 36 ) con obturador mecánico de plano focal, fabricada por Nikon Corporation entre  1977 y 1982 . La batería únicamente alimenta el fotómetro incorporado. Sin ella el obturador y el avance de película funcionan al 100%.  Es la sucesora de la Nikkormat FT3 y utiliza el nuevo sistema de acoplamiento AI (Índice de Apertura) de Nikon. Es la primera de una línea de cámaras compactas (FM, FE, FM2, FE2, FA y FM3A) que durará hasta 2006. 

## Características

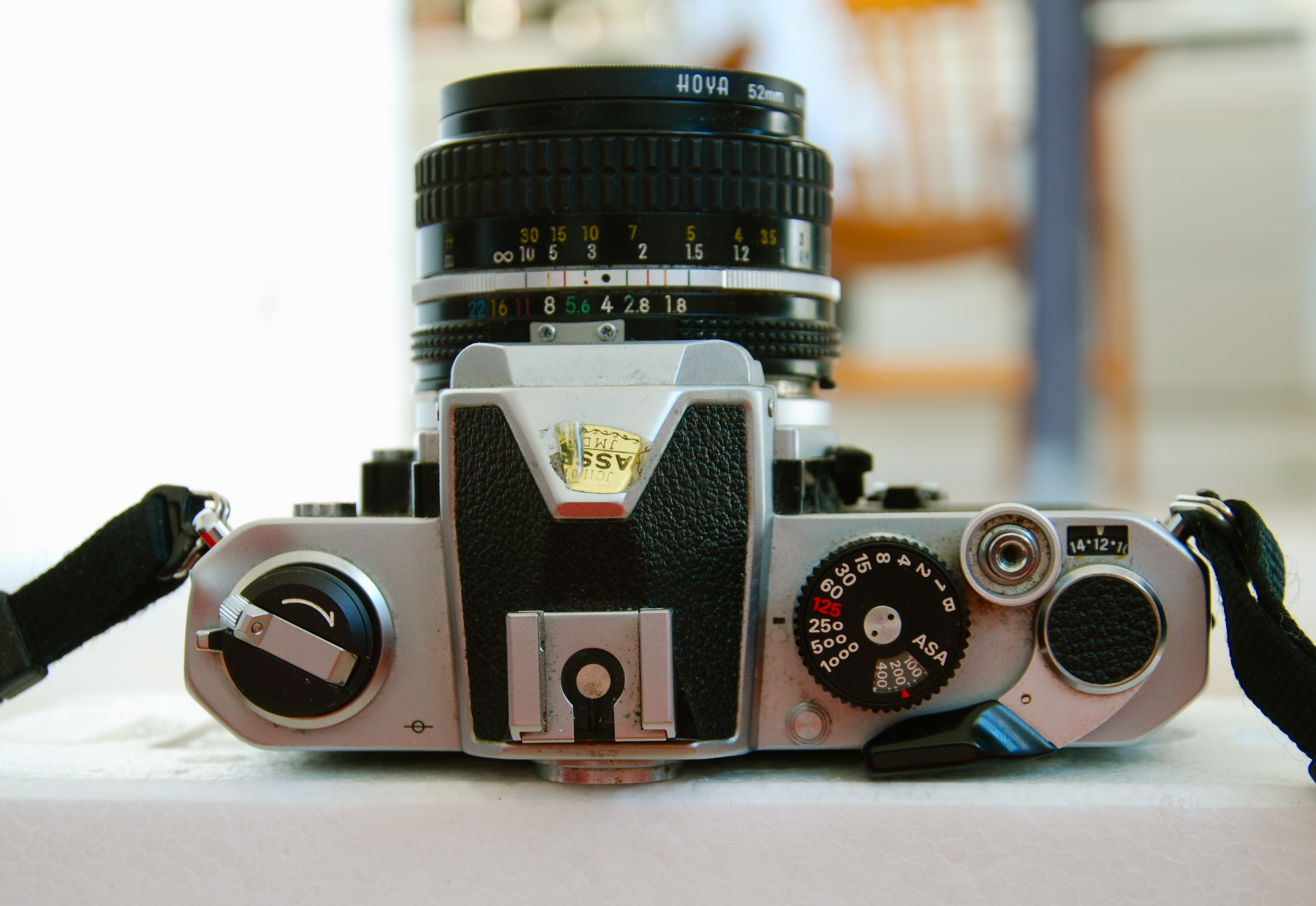
Vista superior de la Nikon FM.

La Nikon FM se distingue de la Nikon FE (contemporánea y muy cercana a ella), principalmente por su obturador mecánico, utilizable sin pilas en todas las velocidades, y por la ausencia del modo de exposición automática con prioridad de apertura. El tiempo de exposición puede ser regulado entre 1 s y 1/1 000 s por valores enteros, con las velocidades visibles sobre la parte superior del botón selector.
Utiliza el sistema Ai ("Aperture indexing") que elimina la necesidad de indexar el diafragma del objetivo; proceso necesario con los fotómetros integrados de las series anteriores cuando se cambiaba el objetivo. Admite objetivos Nikon con montura F. Los objetivos que cumplen la especificación Ai o superior (Ai, Ais, Ai-P y los AF con anillo de diafragmas) se usan sin limitaciones; los objetivos anteriores a la especificación Ai (montura F original) se pueden montar y utilizar midiendo a apertura real mediante el uso de la palanca de previsualización de campo. También dispone de accesorios como los motores MD-11 y MD-12 y varios tipos de pantallas de enfoque. Es la primera de una serie de cámaras réflex de tamaño contenido (FM, FE, FM2, FE2, FA y FM3A) que perdurará hasta 2006 y que fue muy valorada entre los usuarios de la marca.
- La medición del fotómetro es del tipo ponderada al centro, con una relación de 60% (centro) 40% (resto del visor).
- Las velocidades van desde 1/1.000 hasta 1 sg. +B. El rango de sensibilidad va de 12 ISO a 3.200 ISO.
- El obturador metálico de plano focal es, como en algunas réflex Nikon anteriores, un "Copal Square"; tiene una velocidad tope de 1/1000s y una velocidad de sincronización de flash máxima de 1/125s
- Tiene palanca de previsualización de profundidad de campo, y bloqueo del avance para exposición múltiple.
- La información en pantalla es muy simple: Velocidad y diafragma e indicaciones de fotómetro mediante led + - y O.
- Asimismo en el ocular tiene un led de indicación de flash cargado.
- El peso del cuerpo es de 540g.